# Jelsa
Jelsa (tal. Gelsa) je općina u Hrvatskoj, na otoku Hvaru, Splitsko-dalmatinska županija.

## Općinska naselja
U sastavu općine nalazi se 12 naselja: 
- Gdinj
- Gromin Dolac
- Humac
- Ivan Dolac
- Jelsa
- Pitve
- Poljica
- Svirče
- Vrboska
- Vrisnik
- Zastražišće
- Zavala

## Zemljopis
Jelsa je smještena na sjevernoj i južnoj obali središnjeg dijela otoka Hvara. Prostire se na 121,2 km2. Područje općine kao i cijeli otok ima bogato razvedenu obalu s pripadajućim otočićima, mnoštvom uvala i otoka. Jelsu omeđuju dva najviša otočna vrha, na zapadu Sv. Nikola, a na istoku Hum. Ima blagu klimu, s toplim zimama i ugodnim ljetima, a cijelo područje općine obiluje raskošnim mediteranskim raslinjem.

## Stanovništvo

### Popis 2011.
Prema popisu stanovništva iz 2011. godine, Općina Jelsa ima 3582 stanovnika. Većina stanovništva su Hrvati s 95,81 %, a po vjerskom opredijeljenju većinu od 91,04 % čine pripadnici katoličke vjere.

### Popis 2001.
Po popisu stanovništva iz 2001. godine, općina Jelsa imala je 3656 stanovnika, raspoređenih u 12 naselja:
- Gdinj – 119
- Gromin Dolac – 4
- Humac – 0
- Ivan Dolac – 26
- Jelsa – 1798
- Pitve – 81
- Poljica – 68
- Svirče – 445
- Vrboska – 526
- Vrisnik – 215
- Zastražišće – 230
- Zavala – 144

Pri popisu iz 1991. naselje je smanjeno izdvajanjem dijela naselja u samostalno naselje Gromin Dolac. Od 1869. do 1910. iskazivano pod imenom Jelša. U 1869., 1921. i 1931. sadrži podatke za naselje Gromin Dolac.
| broj stanovnika | 3672  | 4626  | 5034  | 5897  | 6570  | 6450  | 6443  | 5659  | 5226  | 5140  | 4865  | 4294  | 3938  | 3861  | 3656  | 3582  | 3501  |
|                 | 1857. | 1869. | 1880. | 1890. | 1900. | 1910. | 1921. | 1931. | 1948. | 1953. | 1961. | 1971. | 1981. | 1991. | 2001. | 2011. | 2021. |

| broj stanovnika | 808   | 1104  | 1238  | 1504  | 1557  | 1549  | 1616  | 1513  | 1480  | 1263  | 1382  | 1433  | 1637  | 1792  | 1798  | 1801  | 1753  |
|                 | 1857. | 1869. | 1880. | 1890. | 1900. | 1910. | 1921. | 1931. | 1948. | 1953. | 1961. | 1971. | 1981. | 1991. | 2001. | 2011. | 2021. |

## Povijest
U doba Ciparskog rata kada su se pomorske snaga Turaka pod zapovjedništvom Uluč Alije i Karakoza iskrcale nedaleko Hvara 17. kolovoza 1571. godine i napale Hvar, Stari grad, Vrbosku i Jelsu, najteže je stradao grad Hvar, pa Stari Grad i Vrboska, ali Jelsa je Turcima pružila znatan otpor.
1573. godine naknado je fortificirana župna crkva sv. Fabijana i Sebastijana u Jelsi, koja je oblik tvrđave dobila još 1535. godine.
Na zapadnom dijelu poluotoka Gradine nalazio se stari jelšanski grad (Civitas Vetus Ielsae) koji je bio odijeljen od ostatka otoka obrambenim zidom.

## Poznate osobe
- Vinko Buj, hrvatski akademik, psiholog, novelist i filozof
- Ćiro Gamulin, hrv. biolog, gimnazijski profesor i pripadnik pokreta otpora u Drugome svjetskom ratu
- Grgo Gamulin, hrv. povjesničar umjetnosti i književnik
- Nikica Gamulin "Gama", poznati kuhar
- Tomo Gamulin, hrv. biolog mora
- Vera Gamulin, hrv. biologinja
- Antun Dobronić
- Juraj Dobrović, hrvatski suvremeni umjetnik
- Mate Drinković, hrv. političar iz redova pravaša, publicist i novinar
- Slavomir Drinković, hrvatski kipar
- dr. Niko Duboković Nadalini (25. prosinca 1909. – 24. listopada 1991.) konzervator, osnivač "Centra za zaštitu kulturne baštine otoka Hvara"[9]
- kapetan Niko vitez Duboković (20. rujna 1834. – 9. svibnja 1912.) osnivač moderne Jelse[10]
- Kornelija Horvat,  hrv. katolička redovnica, sestra milosrdnica, žrtva komunističkog režima
- Ivan Antun Machiedo (1730. – ?), liječnik Požeške županije, filozof, prof. medicinskog fakulteta, pisac djela o ljekovitim vodama[11]
- Božidar Medvid, rkt. svećenik, javni i kulturni djelatnik, prevoditelj, izdavač, urednik, humanitarac
- Miro Modrinić, hrvatski novinar, filmski kritičar i scenarist
- Petar Ružević (prirodoslovac), hrvatski prirodoslovac i publicist[12]
- Eugen Sladović pl. Sladoevički[13]

## Spomenici i znamenitosti
- Tor – ilirsko-grčka tvrđava iz IV stoljeća prije Krista.[14][15]
- Crkva na Gradini, rimokatolička crkva kod Jelse, zaštićeno kulturno dobro.[16]
- Crkva Gospe od Zdravlja, zaštićeno kulturno dobro
- Crkva sv. Roka, zaštićeno kulturno dobro
- Crkva sv. Ivana, zaštićeno kulturno dobro
- Dvorište kuće Bevilaqua-Machiedo u Jelsi, zaštićeno kulturno dobro
- Kuća Dobrović, zaštićeno kulturno dobro
- Općinski dom, zaštićeno kulturno dobro

## Obrazovanje
U Jelsi se nalazi osnovna škola Jelsa koja ne služi samo Jelšanima već i okolnim mjestima. 
U istoj zgradi smještena je i srednja škola u kojoj učenici nakon završenog osmog razreda mogu birati žele li upisati opću gimnaziju, ugostiteljsku ili školu za hotelijersko turističkog tehničara.

## Kultura
Svetica zaštitnica grada Jelse je Velika Gospa.
Od 15. srpnja do 15. kolovoza u Jelsi se održava kulturna manifestacija Dani Antuna Dobronića.
U zadnjem vikendu kolovoza održava se Fešta vina u Jelsi.
Jelsa je bila mjestom nastanka lika iz stripa Lavandermana.

## Šport
U Jelsi je izgrađena športska dvorana (košarka, odbojka i drugi športovi) s vanjskim terenom za nogomet. Športska dvorana služi svim stanovnicima i gostima otoka. Izgradnjom tog športskog kompleksa, uz postojeća igrališta za tenis i mini-golf koji su građeni uz hotele, otok gostima pruža velik broj raznovrsnih športskih i rekreativnih usluga. 
Čamce s motorom, glisere, bicikle, motocikle i automobile možete unajmiti u odgovarajućim agencijama. Informacije o školi ronjenja te ostaloj športskoj ponudi možete dobiti u agencijama i na recepcijama hotela i kampova.
Od 1978. nastaje vrlo uspješno razdoblje djelovanja Veslačkog kluba Jelsa, a osnovao ga je Juraj Gamulin. Do danas VK Jelsa ima vrhunske veslače od koji su neki sudjelovali na svjetskim prvenstvima kao reprezentacija Hrvatske.
U mjestu djeluje i Rukometni klub Jelsa.
Sve je popularniji ženski nogomet koji se vikendima odigrava u prepunoj dvorani Pelinje.
Od balotaša, u Jelsi djeluje i BK Muzgavac.
O športskoj tradiciji jelšanskog kraja govori toponim Igrališće.
Od 2011 u Jelsi postoji i Paintball park s terenom za scenario paintball.